# Konstytucja Chile
Konstytucja Chile – została przyjęta w referendum ogólnokrajowym 11 września 1980 roku, weszła w życie 11 marca 1981 roku. Została opracowana przez komisję pod przewodnictwem Enrique Ortúzara Escobara, a następnie poprawiona przez Radę Państwa i Radę Rządząca (1978–1980). Początkowo pozostawiła władzę ustawodawczą w rękach złożonej z wojskowych Rady Rządzącej, powierzając prezydentowi Augusto Pinochetowi pełnię władzy wykonawczej na szczeblu centralnym.
Na podstawie jej zapisów przeprowadzono plebiscyt w 1988 roku na temat przedłużenia kadencji prezydenckiej Pinocheta oraz wybory prezydenckie w rok później, które wygrał Patricio Aylwin. Po odejściu Pinocheta była wielokrotnie modyfikowana. Obecnie dzieli się na 15 rozdziałów i 129 artykułów oraz przepisy przejściowe. Zgodnie z chilijską tradycją powierza władzę wykonawczą prezydentowi wybieranemu w głosowaniu powszechnym na sześć lat (bez prawa reelekcji), ustawodawczą dwuizbowemu Kongresowi Narodowemu (złożonemu z Senatu i Izby Deputowanych), a sądowniczą niezawisłym sądom.